# Sierra de Villafranca
La sierra de Villafranca (Coto Blanco (o Torre de Moros); 2059 m; término municipal de Navaescurial) está situada en la provincia de Ávila (España). Forma junto con La Serrota (La Serrota; 2294 m) y la sierra de la Paramera (pico Zapatero; 2160 m) una alineación montañosa que discurre de sudoeste a nordeste, paralela a la sierra de Gredos por su cara norte. Es una sierra perteneciente al sistema Central. La longitud total del cordel es de aproximadamente 30 kilómetros, ocupando un área proyectada de unos 250 km², con un perímetro de 93 km. En días claros es visible desde la ciudad de Salamanca.
Se inicia en el Puerto de Chía (1663 m), al sudoeste del Macizo de la Serrota. Asciende hasta la cima de Cervunaloco (1924 m) y alcanza su máxima cota en el Cerro Moros (2059 m). Desciende hasta el Puerto de Peñanegra (1909 m), el más alto de los transitables de la provincia y estupendo emplazamiento para practicar el vuelo libre; subiendo a continuación hasta el Pico Tarayuela (1963 m) y tras pasar por el Alto del Reventón (1462 m), cerca de la localidad de La Lastra del Cano (1438 m), se eleva en la Cuerda de Montenegro, alcanzando los 1676 metros en el vértice geodésico Cabeza Pelada; para bajar hasta las inmediaciones de la población de Los Llanos del Tormes, en las proximidades de El Barco de Ávila, donde llega a su fin. El Puerto de Santiago (1208 m), al norte, la separa de la sierra de la Horcajada.
La vertiente septentrional de la sierra descarga sus aguas, hasta Santiago del Collado, al Corneja, y a partir de ahí al arroyo Caballeruelo; ambos afluentes del Tormes. La vertiente meridional vierte sus aguas a los ríos Alberche y Tormes. El río Alberche nace en las inmediaciones de esta sierra, en Fuente Alberche (entre San Martín de la Vega del Alberche y La Herguijuela). El puerto de Fuente Alberche (1703 m) sirve de límite meridional de la sierra, iniciándose en este punto la sierra de Piedra Aguda.
En esta sierra se encuentran varios de los pueblos más altos de España: Navasequilla (1648 m), La Herguijuela (1602 m) y Ortigosa de Tormes (1590 m).
Su denominación proviene del muy antiguo Señorío de Villafranca, que con posterioridad recaería en el Marquesado de Las Navas (Las Navas del Marqués). Da nombre al municipio de Villafranca de la Sierra.

## Límites

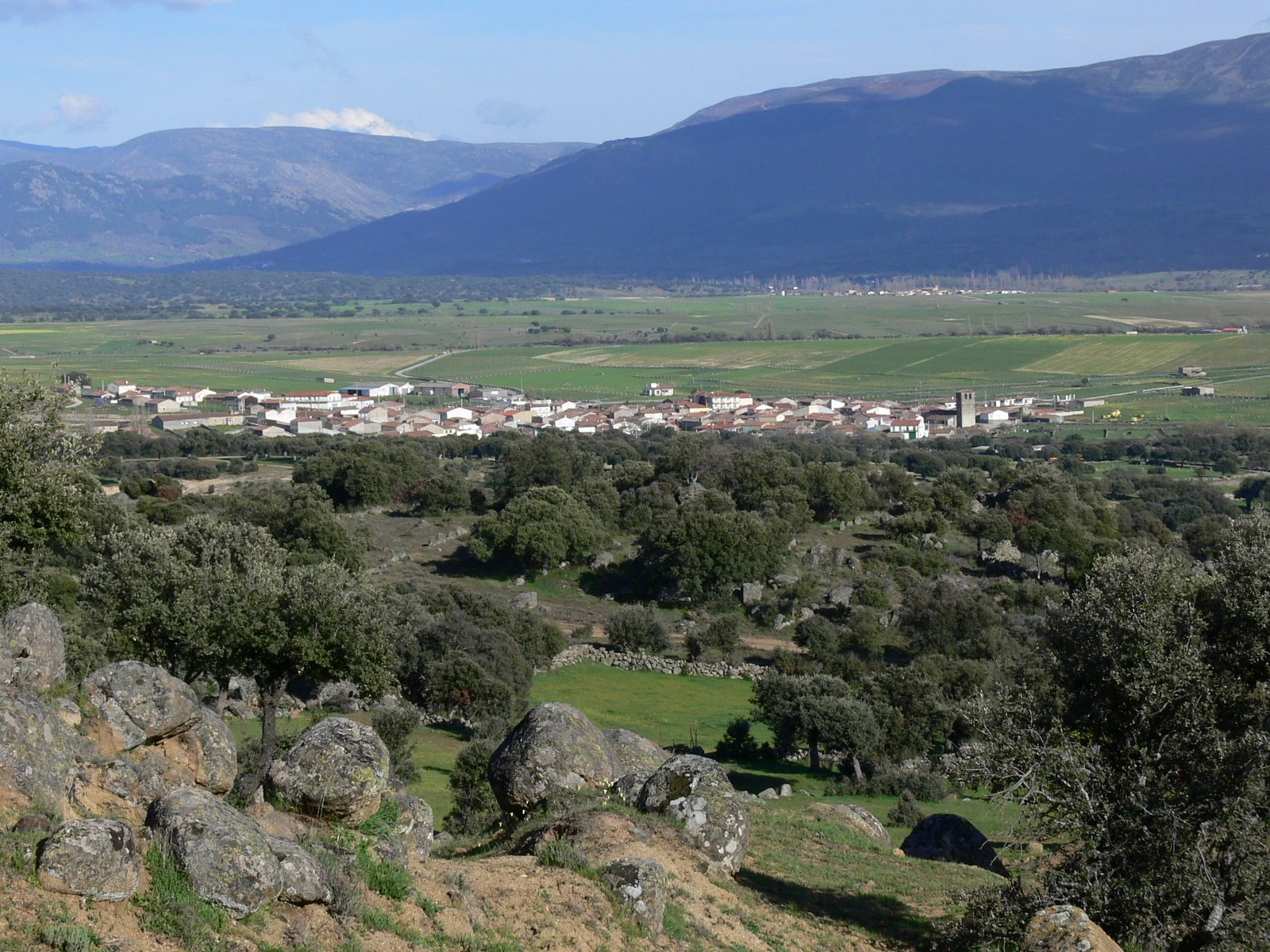
Vista de la parte oriental de la sierra tomada desde Malpartida de Corneja. Al fondo La Serrota.

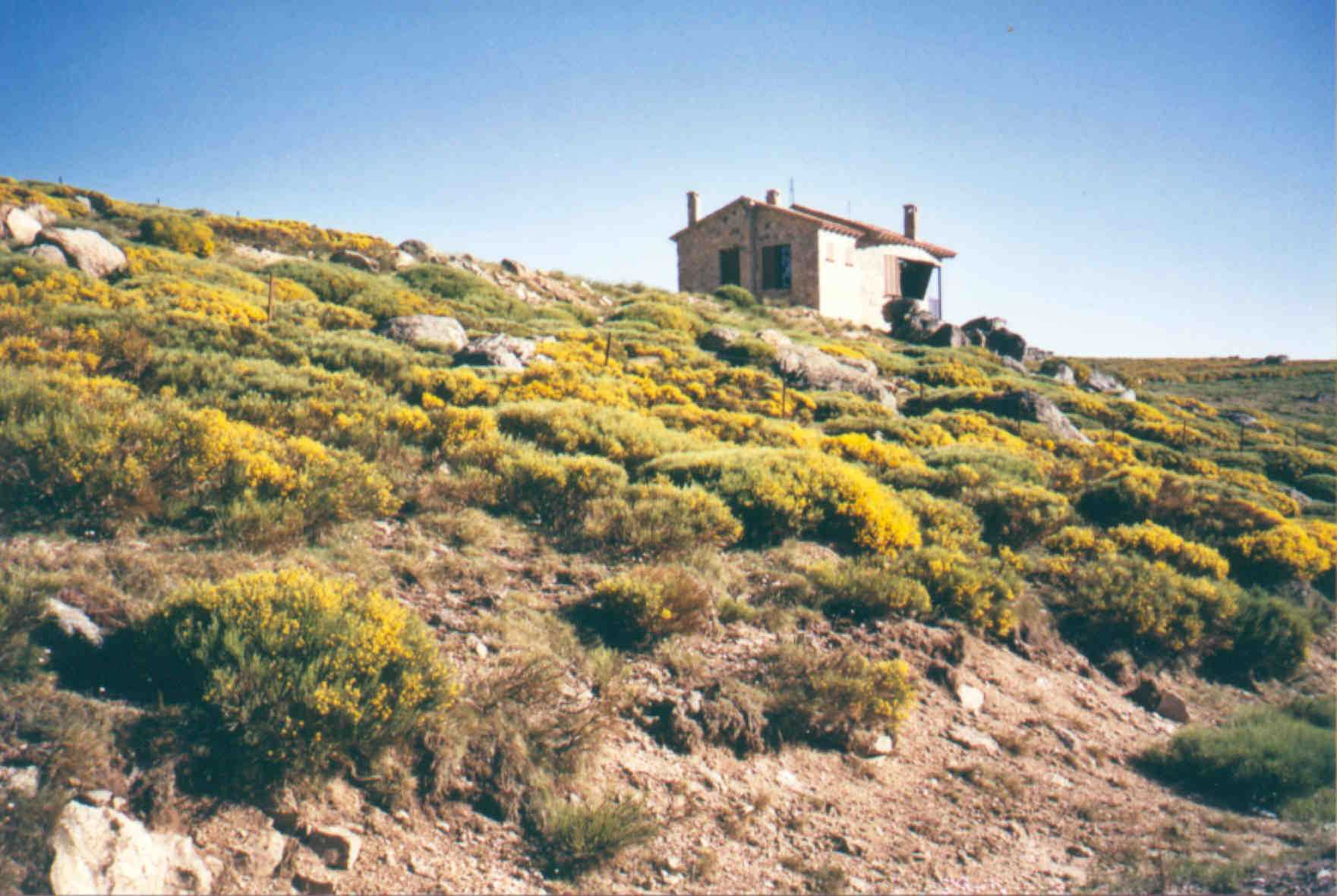
Refugio en el Alto del Puerto de Peñanegra (Santiago del Collado).

La sierra de Villafranca, situada en la provincia de Ávila, comprende 25 000 hectáreas[cita requerida] y engloba total o parcialmente territorios de los siguientes municipios:[cita requerida]
| - Villafranca de la Sierra - Navacepedilla de Corneja - San Miguel de Corneja - Navaescurial - Piedrahíta - Santiago del Collado - La Aldehuela - Avellaneda - Aldeanueva de Santa Cruz | - Santa María de los Caballeros - San Lorenzo de Tormes - Los Llanos de Tormes - Santiago de Tormes - Zapardiel de la Ribera - Navalperal de Tormes - San Juan de Gredos - San Martín de la Vega del Alberche |

Si recorremos sus límites de oriente a occidente y volviendo a la inversa haríamos el siguiente recorrido:
- Partimos de las afueras de San Martín de la Vega del Alberche pueblo y continuamos hacia el norte carretera adelante,

- cruzamos el Puerto Chía, seguimos por la carretera (la parte de la derecha desde la intersección del camino que viene de Garganta del Villar está protegida, pertenece al Espacio natural de las Sierras de la Paramera y Serrota),

- rodeamos por el norte, siguiendo la carretera, Navacepedilla de Corneja pueblo y seguimos carretera abajo, cruzando Villafranca de la Sierra pueblo,

- allí tomamos el camino (asfaltado) que llega hasta San Miguel de Corneja pueblo, lo atravesamos y

- seguimos hacia el sur por la carretera que llega hasta las inmediaciones de Navaescurial pueblo,

- continuamos por la línea de nivel de 1200 m hasta llegar a Pesquera (anejo que pertenece a Piedrahíta),

- allí tomamos la carretera y pasamos por Casas de Navancuerda, Navalmahillo y Santiago del Collado pueblo.

- Continuamos por la N-110 hasta La Aldehuela pueblo,

- seguimos por esa carretera hasta Santa María de los Caballeros pueblo,

- dejamos la N-110 y nos dirigimos por carretera hasta Los Cuartos,

- tomamos la línea de nivel de 1100 m, atravesando la parte sur del municipio de San Lorenzo de Tormes, hasta alcanzar el término de Los Llanos del Tormes, y siguiendo el límite del término del Barco de Ávila

- bajamos hasta el río Tormes y continuamos por la margen derecha del río (visto desde el nacimiento) pasando por parte de los términos municipales de Santiago de Tormes, Zapardiel de la Ribera y Navalperal de Tormes (la margen izquierda está protegida, pertenece al Parque Regional de la Sierra de Gredos).

- hasta la confluencia con el arroyo de los Horcajos, subiendo a continuación por él para adentrarnos en territorio de San Juan de Gredos (a la derecha queda Navacepeda de Tormes pueblo),

- continuamos subiendo, siguiendo el curso del arroyo, rodeando La Herguijuela, hasta cruzar la carretera que une esta localidad con San Martín de la Vega del Alberche, desde allí nos dirigimos hacia el alto de Fuente Alberche cruzando un cordel mesteño, cerca del nacimiento del río Alberche, cuyo curso seguimos hasta cruzar un puente cerca de la localidad de San Martín de la Vega del Alberche, donde tomamos la carretera y cerramos el área serrano.

## Geomorfología

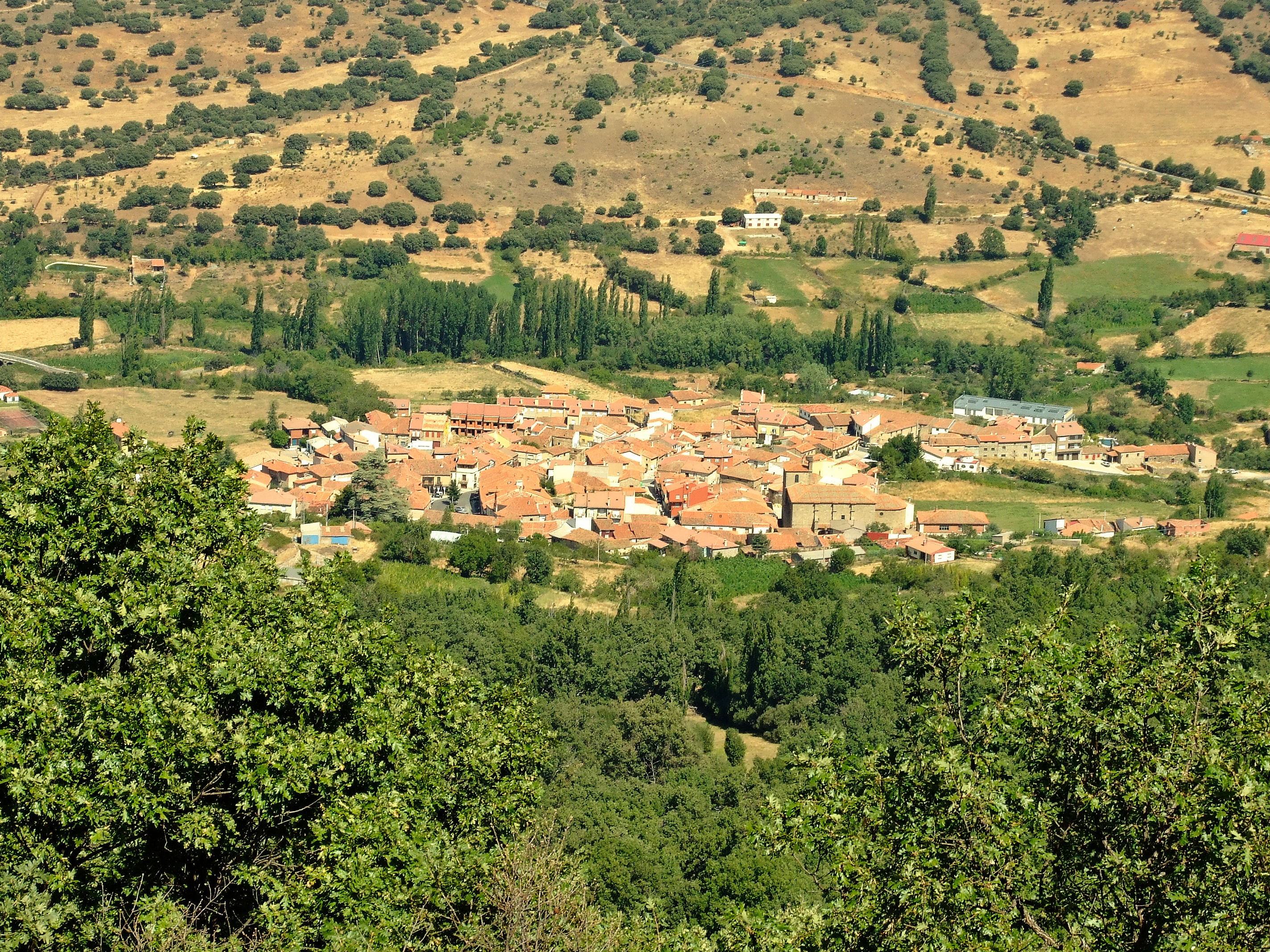
Vegetación en las inmediaciones de Villafranca de la Sierra.

Al igual que el Sistema Central, la sierra de Villafranca se caracteriza por formar parte del zócalo hercínico constituido por materiales de origen ígneos. Son rocas plutónicas y rocas metamórficas cuyo origen se remonta al Paleozoico, las primeras son granitos adamellíticos de dos micas de grano predominantemente medio y grueso, las segundas son esquistos cristalinos ácidos que están poco diferenciados con frecuentes apariciones de granodioritas moscovíticas.

## Flora
Las zonas más altas de la sierra están dominadas por vegetación propia de los prados de cumbres, creando lo que se conoce como cervunales en referencia al cervuno Nardus stricta como formador de estos céspedes sobre sustrato silíceo con elevada humedad edáfica, abundante materia orgánica y característico color oscuro. Estos cervunales presentan un notable interés económico al ser la base de la alimentación estival de la cabaña ganadera, aquí representada por la vaca avileña negra ibérica, si bien son pastos con un valor nutritivo menor debido a la descompensación entre plantas gramíneas (Nardus stricta,
Festuca iberica, Festuca rothmaleri, Anthoxanthum odaratum, Panthonia decumbens, Agrostis truncatula, y otras), mucho más abundantes y que aportan carbono, y la menor proporción de leguminosas ( Trifolium repens, Lotus glareosus y Genista carpetana fundamentalmente) que proporcionan nitrógeno y por tanto la proteína al animal.
Por debajo de la cota de los cervunales aparece predominantemente el piorno serrano Cytisus balansae y a menor altura el bosque de rebollos.

## Fauna

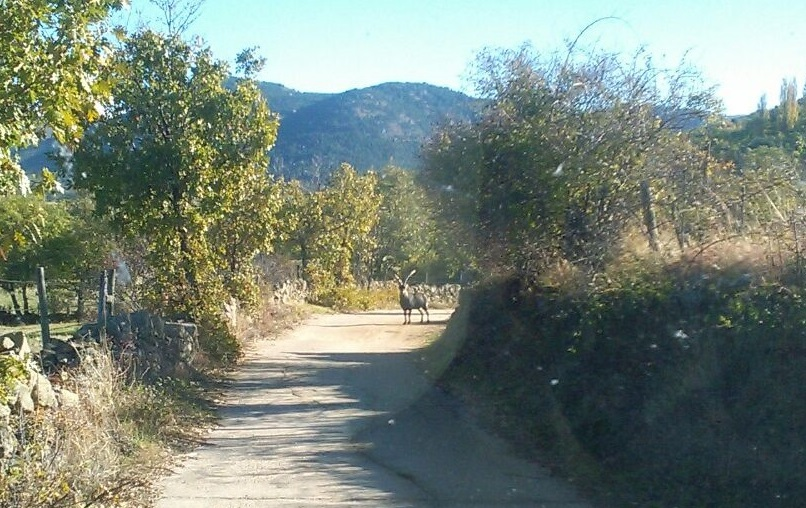
Macho montés en camino entre Villafranca de la Sierra y San Miguel de Corneja.

Cabe destacar tanto la gran variedad de aves paseriformes como de aves rapaces que habitan en ella. También están presentes algunos mamíferos de interés, propios del Sistema Central.

### Aves paseriformes
Las paseriformes están ampliamente distribuidas, tanto en el piso basal, representadas por la collalba rubia, el rabilargo, la curruca mirlona, la tarabilla común, el picogordo, como en las zonas altas de los piornales, pedrizas, cervunales y praderías, donde abundan el pechiazul, el roquero rojo, el roquero solitario, el acentor común, la totovía, el escribano montesino, el ruiseñor... 
En su territorio campean también cuervos, urracas, cornejas, chovas, arrendajos, tordos, mirlos,  zorzales, golondrinas, aviones, gorriones, jilgueros, verderones, pardillos, carboneros, herrerillos, etc. 
En la ribera de los ríos es frecuente oír, aunque más difícil de observar, a la oropéndola.

### Aves rapaces
Entre las rapaces destacan el águila imperial ibérica, el buitre negro, el buitre leonado, el alimoche, el águila real, el azor, el águila culebrera, el gavilán, el alcotán, el halcón peregrino, el elanio azul o el milano negro que sobrevuelan estos parajes desde sus asentamientos más meridionales. Sobresalen entre las nocturnas el búho real, el cárabo, el mochuelo, el autillo o la lechuza.

### Otras aves
Entre las piciformes destaca el pájaro carpintero o "pitobarreno" y entre las coraciformes el martín pescador, el abejaruco y la abubilla. Muy frecuentes son, entre las apodiformes, los vencejos.
En las inmediaciones de los ríos no es raro ver ejemplares de chocha perdiz (becada) o de avefría (orden de las characiformes) y a veces emprender el vuelo al ánade real o al ánsar común, estas dos últimas pertenecientes a las anseriformes.
Otras especies comunes son entre las galliformes la perdiz roja y la codorniz; y entre las columbiformes la paloma torcaz y la tórtola. En ocasiones es posible contemplar algún representante de las gruiformes como el huidizo sisón o la grulla. Todos los años por San Blas regresa la cigüeña blanca (ciconiformes) para criar a sus polluelos, habiendo aumentado su población significativamente desde finales del siglo XX.

### Mamíferos
Cabe reseñar la presencia del corzo (Capreolus capreolus), la importante población de jabalí (Sus scrota), el ciervo (Cervus elaphus), gamo (Dama dama) y ocasionalmente la cabra montés (Capra pyrenaica victoriae), desplazada desde el Parque regional de la Sierra de Gredos. 
Entre los carnívoros destaca la presencia de lobo (Canis lupus),
, el zorro (Vulpes vulpes), el gato montés (Felis silvestris), el tejón (Meles meles), la gineta (Genetta genetta), la garduña (Martes foina), el turón (Mustela putorius) y la comadreja (Mustela nivalis). 
En la ribera del Corneja y sus arroyos habita la nutria (Lutra lutra), y un intruso, el visón americano (Mustela vison). 
También son frecuentes la ardilla (Sciurus vulgaris), el conejo (Oryctolagus cuniculus) y la liebre ibérica (Lepus granatensis).

### Micromamíferos
Entre los micromamíferos se encuentra presente el desmán de los Pirineos (Galemys pyrenaicus), la musaraña española (Sorex granarius) y la carpetana (Sorex minutus carpetanus), el erizo común (Erinaceus europaeus), el topo ibérico (Talpa occidentalis) y el topillo lusitano (Pitymus lusitanicus)

### Anfíbios y reptiles
Entre los anfibios podemos destacar la salamandra común ibérica (Salamandra salamandra), el gallipato (Pleurodeles waltl), el tritón ibérico (Triturus boscai) y el eslizón ibérico (Chalcides bedriagai).
Y entre los reptiles el lagarto verdinegro (Lacerta schreiberi), el lagarto ocelado (Timon lepidus), la lagartija ibérica (Podarcis hispanicus), la lagartija serrana (Iberolacerta monticola), el sapo común o escuerzo (Bufo bufo spinosus), la rana verde ibérica (Rana perezi), el galápago europeo (Emys orbicularis), la víbora hocicuda (Vipera latasti) y la culebra lisa europea (Coronella austriaca). Algo menos común es la culebra bastarda (malpolon monspessulanus), con algunos ejemplares que alcanzan los 2,5 metros de longitud, siendo el mayor de los ofidios de la península ibérica. Más rara es sin embargo la culebra acuática de collar (Natrix natrix). Todos ellos incluyen en su dieta gusanos, insectos y caracoles, evitando su proliferación y a la vez sirviendo de gran ayuda a los agricultores, en las zonas cultivadas, para alejarlos de sus cosechas, controlando su población.

## Economía

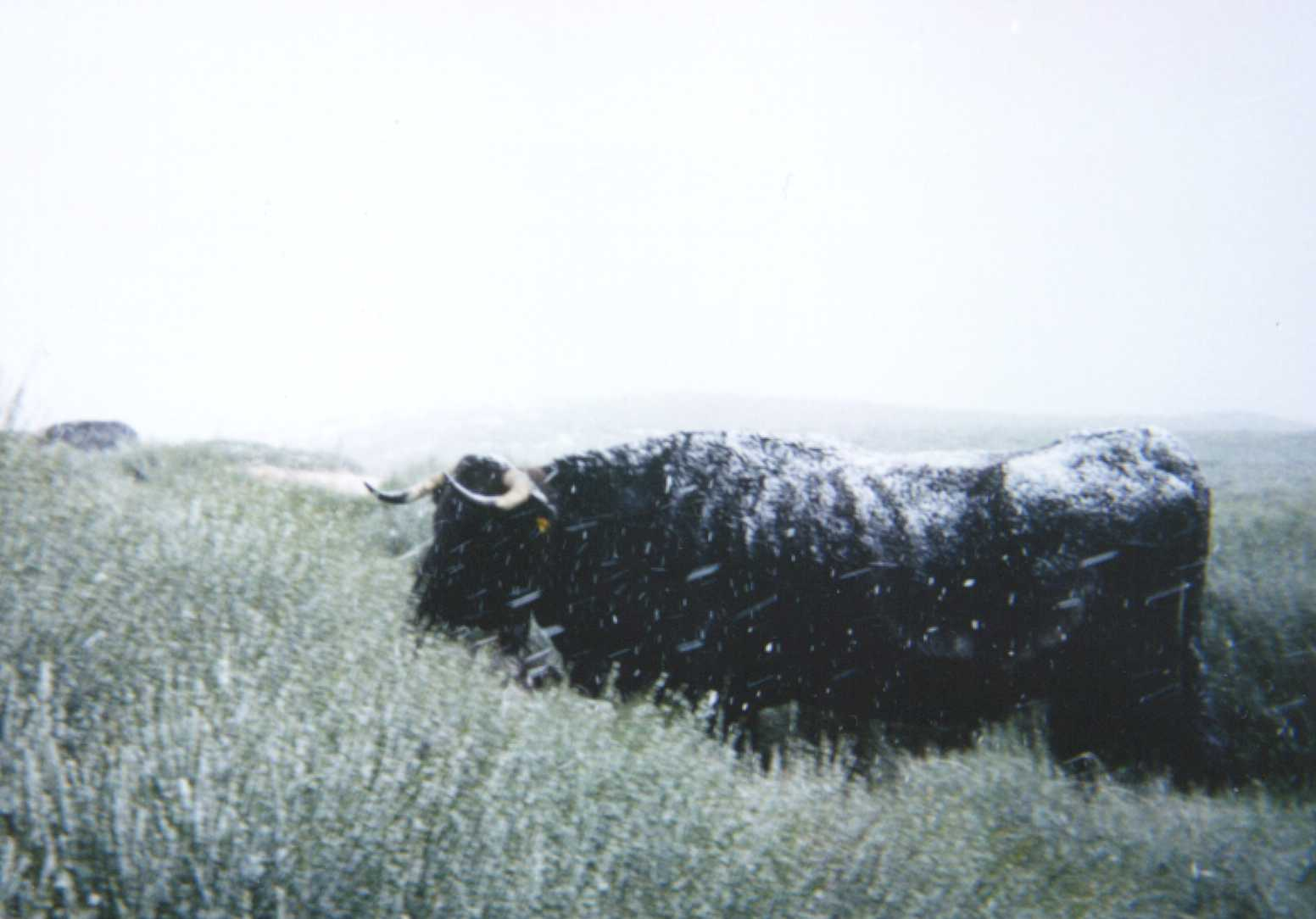
Res de avileña negra-ibérica.

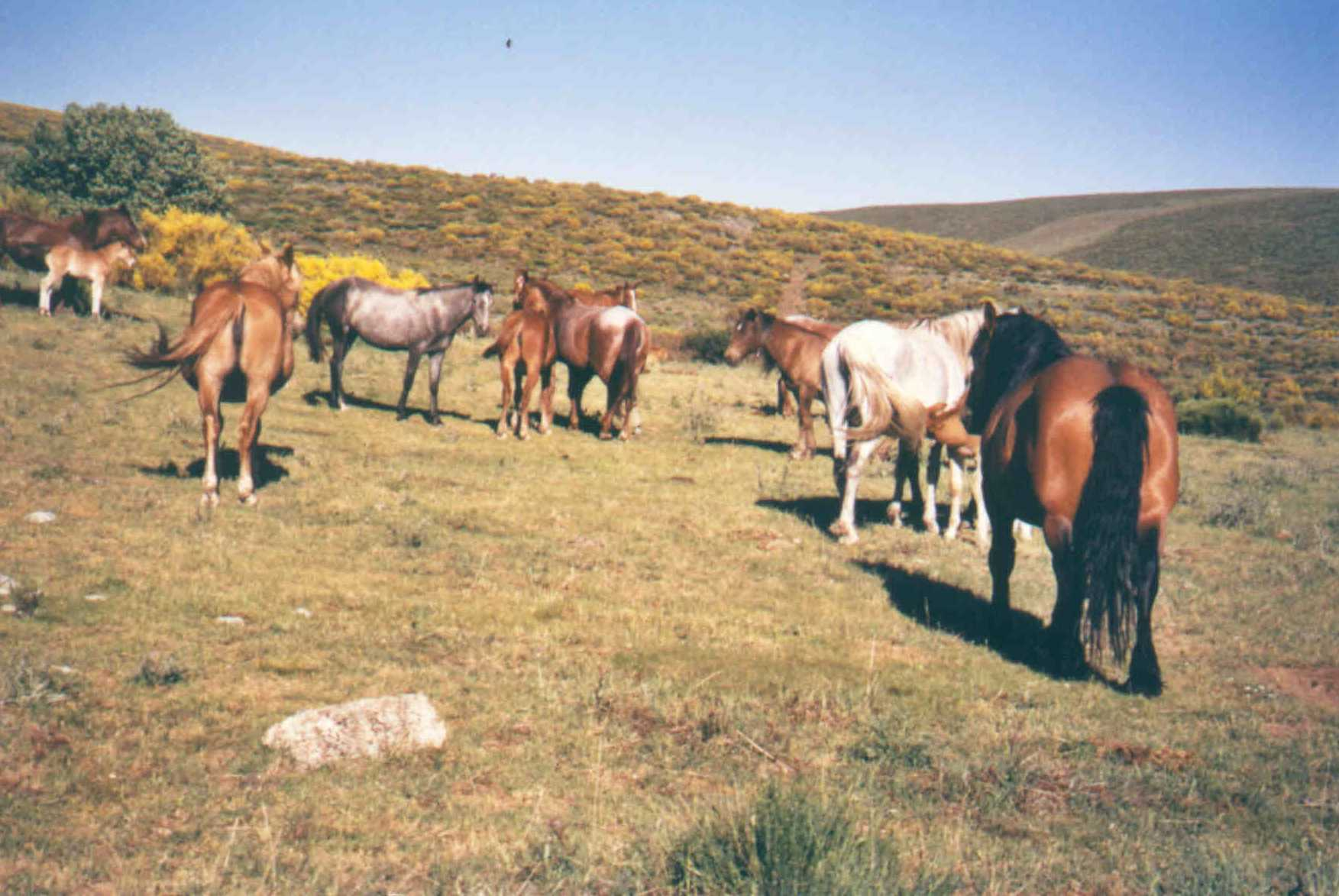
Caballos pastando en La Herguijuela (San Juan de Gredos).

La fuente principal de ingresos de sus escasos habitantes activos es la agrícola-ganadera, siendo cuna, reserva y núcleo de conservación de la raza bovina avileña negra ibérica. Mantiene, igualmente, la sierra una considerable población de ganado caballar de primera calidad; y en menor medida algunos rebaños de ovejas y cabras, que en épocas pretéritas constituyeron buena parte de la cabaña ganadera.

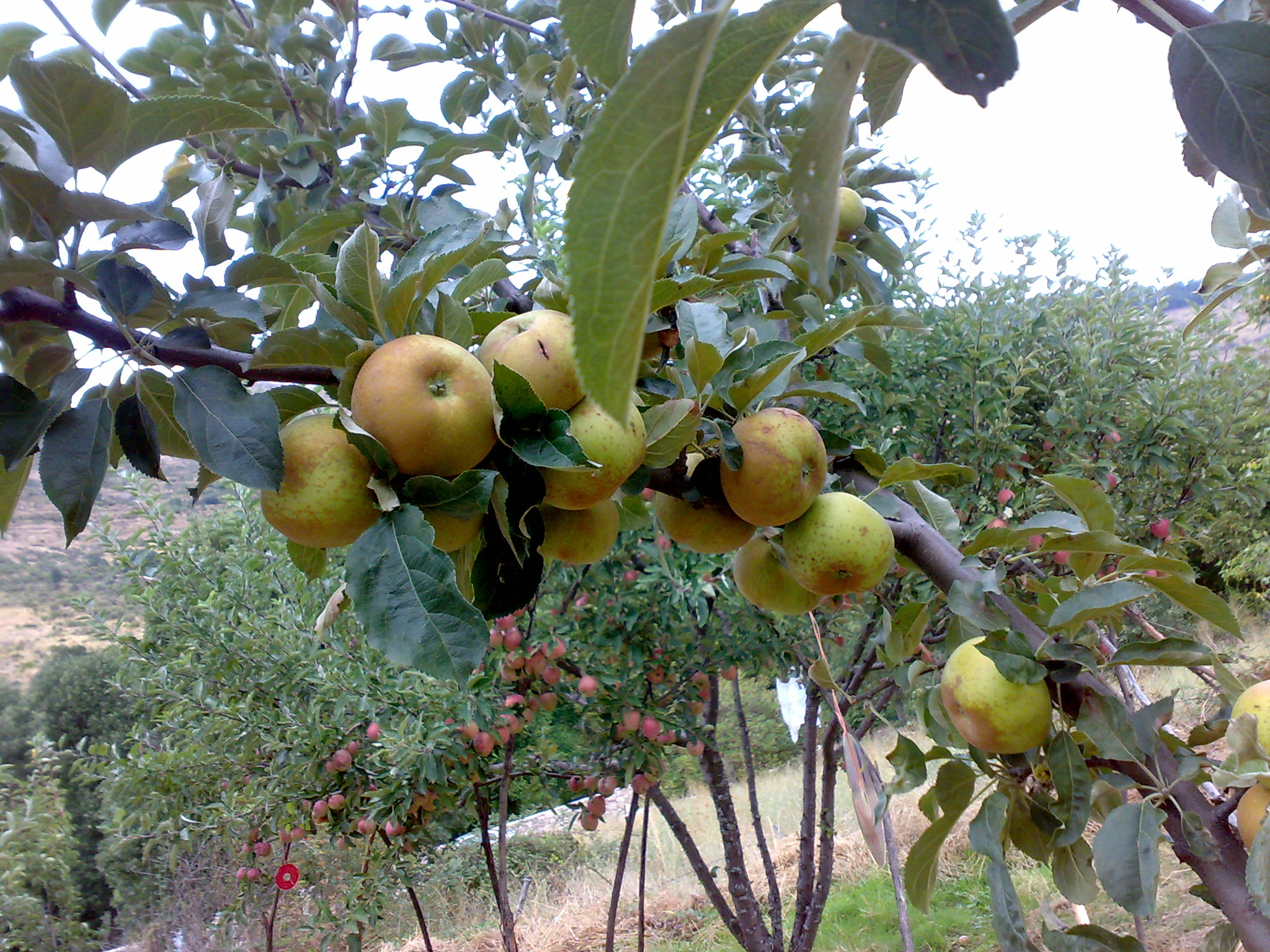
Manzanas reineta blanca.

Con respecto a la producción agrícola destacan las judías del Barco, las hortalizas y la fruta. La Consejería de Agricultura y Ganadería de la Junta de Castilla y León aprobó en julio de 2006 el Reglamento de la Indicación Geográfica Protegida "Judías de El Barco de Ávila", englobándose en esta denominación las variedades blanca redonda, blanca riñón, morada larga, morada redonda, arrocina, planchada y judión del Barco, destacando en esta última variedad por su calidad las cosechadas en el municipio de Villafranca de la Sierra, con una media anual de 15 toneladas.
Desde mediados de 1990 la explotación del turismo rural es una de las actividades más florecientes, habiéndose rehabilitado varias decenas de casas tradicionales para aprovechamiento turístico e incluso se han construido algunas de nueva planta como el complejo rural Ribera del Corneja, en la localidad de Navacepedilla de Corneja.
El aprovechamiento forestal es otra de las riquezas de la sierra. En la actualidad, se ha reducido la superficie de huerta y frutales, transformándose en praderas y pastizales, y tras el desbroce de matorral se ha aumentado apreciablemente la superficie repoblada con pinos. No obstante, han surgido algunas iniciativas para poner en valor los productos hortofrutículas, como la apertura de una fábrica de sidra en Hermosillo (Los Llanos de Tormes), que en 2010 procesaba unos 70 000 kg de manzana de la variedad reineta blanca.

## Toponimia

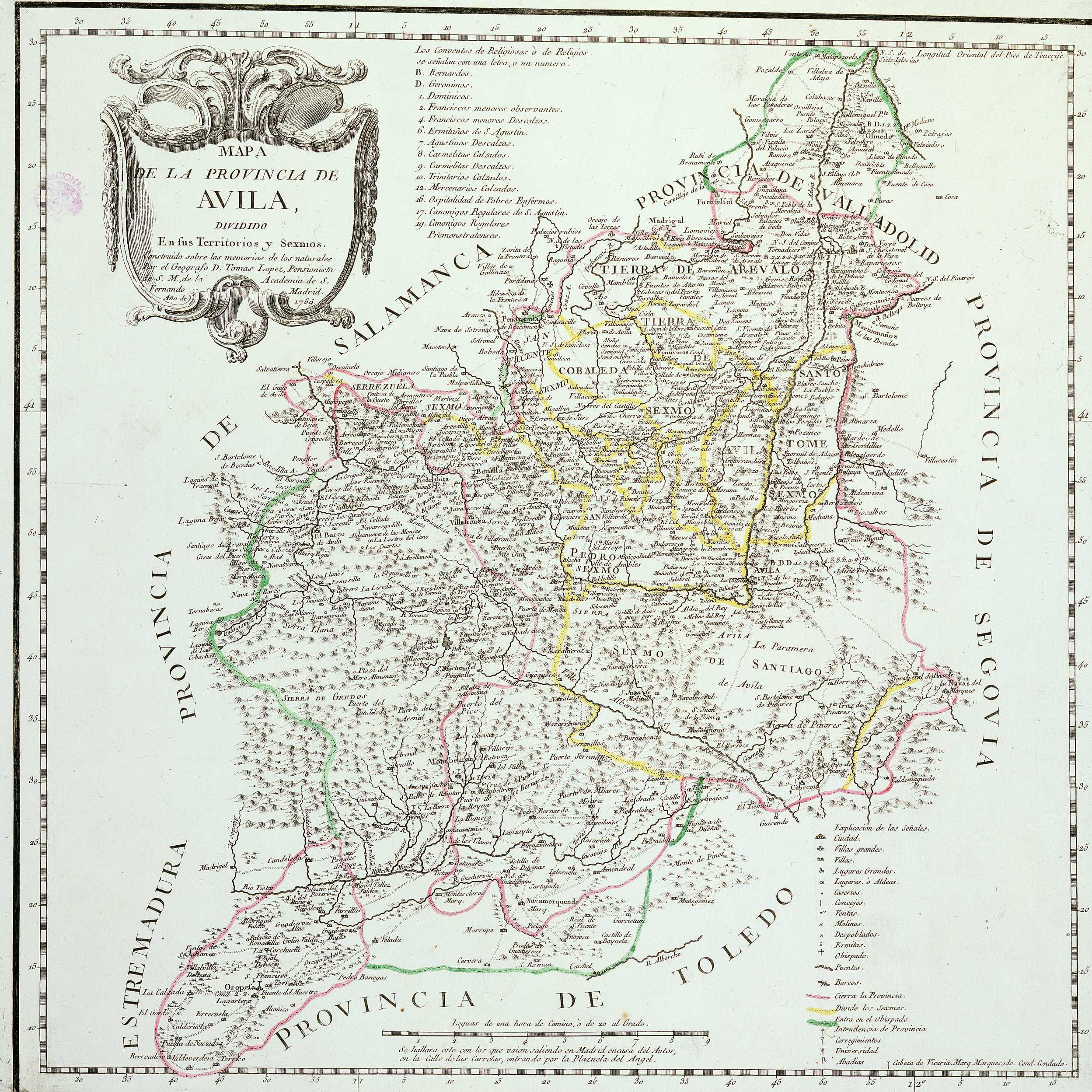
Mapa de Ávila en 1769. Tomás López.

Mapa físico de la península ibérica en 1823. Bory de Saint-Vincent.

En el año 1769 en un mapa editado en Madrid y realizado por Tomás López por encargo de la Academia de San Fernando aparece el nombre de la sierra de Villafranca como tal. El mapa se conserva en la Biblioteca Nacional de España con el título Mapa de la provincia de Ávila, dividido en sus territorios y sexmos.
La denominación aparece en el mapa físico de la península ibérica realizado por el geógrafo y militar francés Jean-Baptiste Bory de Saint-Vincent, fechado en 1823 e incluido en el tomo tercero de la Historia de España escrita por el inglés John Bigland —publicada en París en 1824—, que estaba basado en uno de los dos mapas incorporados por el capitán Bory en su obra Guide du voyageur en Espagne (1823).
El topónimo «sierra de Villafranca» aparece reflejado en las primeras ediciones de la cartografía moderna española publicada por el Instituto Geográfico Nacional o el extinguido Servicio Geográfico del Ejército.[cita requerida]
En algunos mapas actuales se denomina también como sierra de Piedrahíta, consecuencia sin duda de la notoriedad que adquiere la villa de Piedrahíta (Ávila) en la comarca desde finales del siglo XVIII.[cita requerida] Buena parte del territorio de esta sierra perteneció a la villa y tierra de Piedrahíta, bajo la tutela de la casa de Alba. La sierra de Piedrahíta es un subsistema montañoso que se desprende de la cara norte de la sierra de Villafranca en dirección sudeste-noroeste en las inmediaciones de la localidad de Piedrahíta.
En el Libro de la Montería de Alfonso XI se describen algunos enclaves localizados en el Valle del Corneja frecuentados por el oso pardo. En una montería organizada para el rey alrededor de 1340 se dio caza a uno de estos ejemplares. El oso pardo desaparece de estas tierras en el siglo XVII.

"La Ombria de Piedrafita es buen monte de oso en ivierno. Et son las vocerías, la una por cima de la cumbre de la sierra, et la otra desde la Atalayuela por cima del cerro de la Pellona ayuso fasta el campo, et la otra por el cerro de Garueña, que esté a espaldas del armada. Et que estén canes de renuevos en Navalcerro, et en el cerro de la Azebeda, et en el cerro del Fortigal. Et es el armada en Navacabrera. La Garganta de Garueña es buen monte de puerco en ivierno. El Pinarejo es buen de oso en verano."

En la ascensión al Pico Moros, una de las varias rutas de senderismo que se realizan habitualmente en la Sierra de Villafranca, con punto de salida y llegada en Piedrahíta, tras pasar por la localidad de Navascurial, se encuentra un paraje denominado Peña del Oso que nos recuerda a este curioso habitante. En la puerta de la iglesia de Navacepeda de Tormes se halla clavada la mano de un oso pardo datada de hace unos cuatrocientos años.

## Lugares destacados

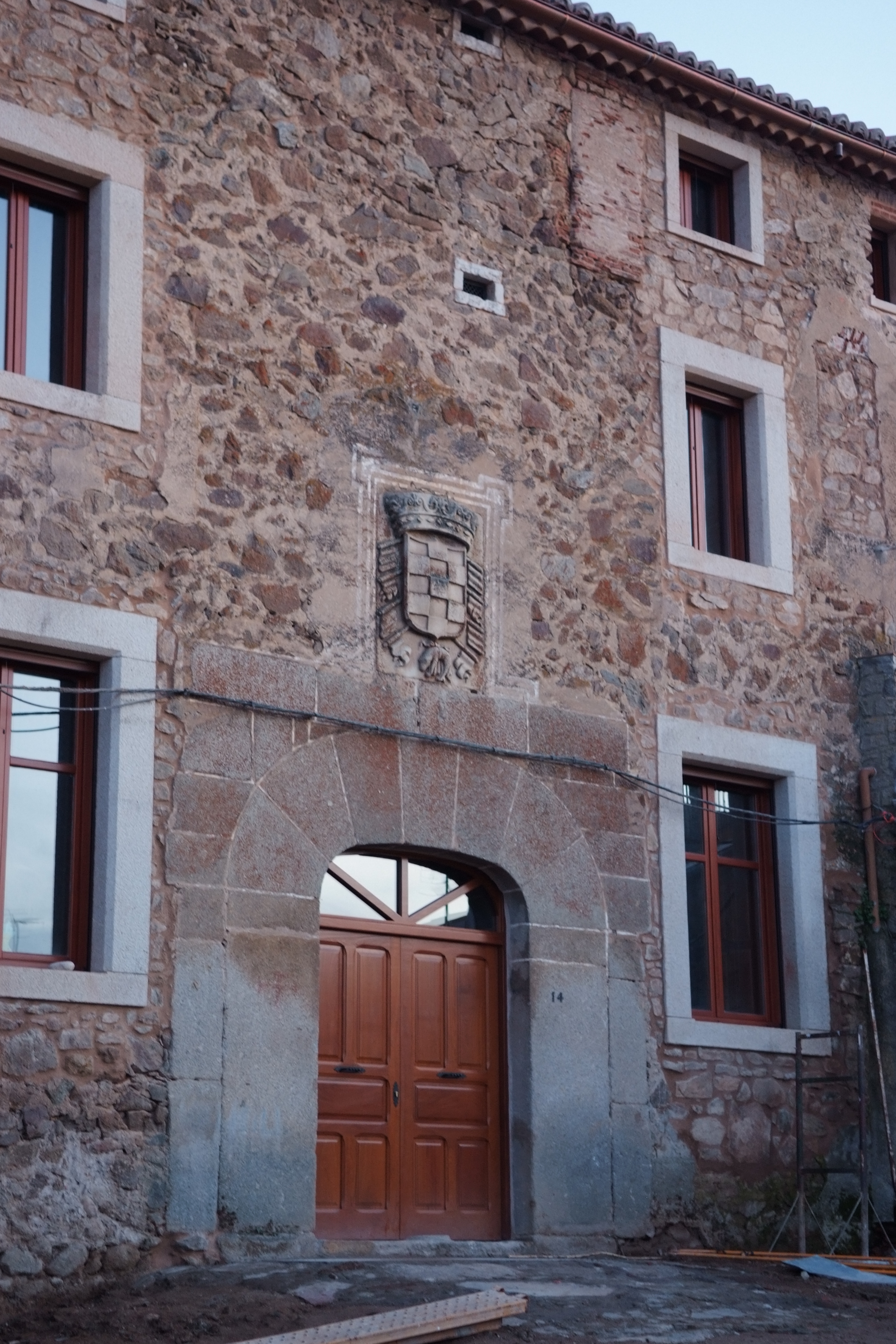
Fachada norte del convento de Aldeanueva de Santa Cruz. Escudo de los duques de Alba.

En Aldeanueva de Santa Cruz se encuentran las ruinas del convento de Santa Cruz de la Magdalena fundado a principios del siglo XVI, bajo la protección del II duque de Alba, por sor María de Santo Domingo (h. 1485-1524), conocida como la Beata de Piedrahíta, siendo su primera priora como hermana terciaria de la Orden de los Dominicos. La Beata fue investigada, junto a otros, por la Santa Inquisición, al relacionarla con la herejía de los iluminados, aunque finalmente no llegó a ser procesada, al interesarse por ella el mismo rey Don Fernando el Católico y el Cardenal Cisneros que la mandaron llamar a la Corte de Burgos para conocerla personalmente; durante la entrevista cayó en trance y terminó por convencerles de su santidad, lo que evitó que fuera juzgada por el Tribunal del Santo Oficio. Tal fue la impresión que el Rey Católico sacó de su visita que le regaló la imagen del Santísimo Cristo de las Batallas, una escultura de 60 cm de longitud realizada en barro, de enorme valor sentimental, pues acompañó a los Reyes Católicos en todas las batallas de la Guerra de Granada.
El convento de Santa Cruz, a mediados del siglo XVI, llegó a albergar 300 religiosas, aunque su decadencia se inició pronto debido al incendio acaecido entre sus muros en 1565. El edificio fue reconstruido, volviendo a ser habitado por las monjas hasta el año 1866 en que un nuevo incendio obligó a su abandono definitivo. Las 14 monjas que quedaban se trasladaron a la capilla de Mosén Rubí de Ávila, dejando el convento desmantelado.
Dentro del término municipal de Aldeanueva de Santa Cruz, en el año 2010, en el lugar que se encontraba la ermita de Santa Bárbara, destruida en 1808 por los franceses a principios de la guerra de la Independencia, se erigió como recuerdo un mirador a modo de atalaya.
En el límite oriental de la sierra, en el término municipal de San Martín de la Vega del Alberche, a una altitud de 1800 metros se encuentran las ruinas de la ermita de la Piedad, donde los habitantes del valle del Alto Alberche celebraban romerías y en ocasiones corrían toros.

## Curiosidades

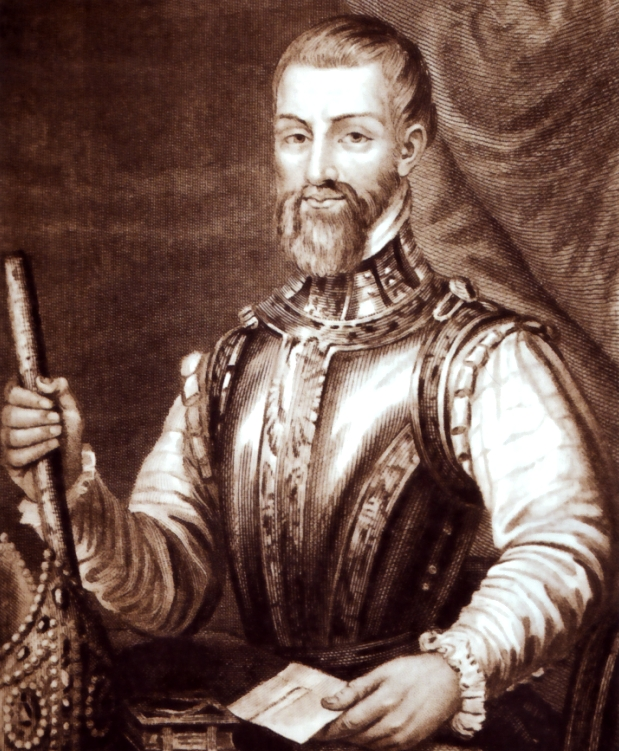
Pedro de la Gasca.

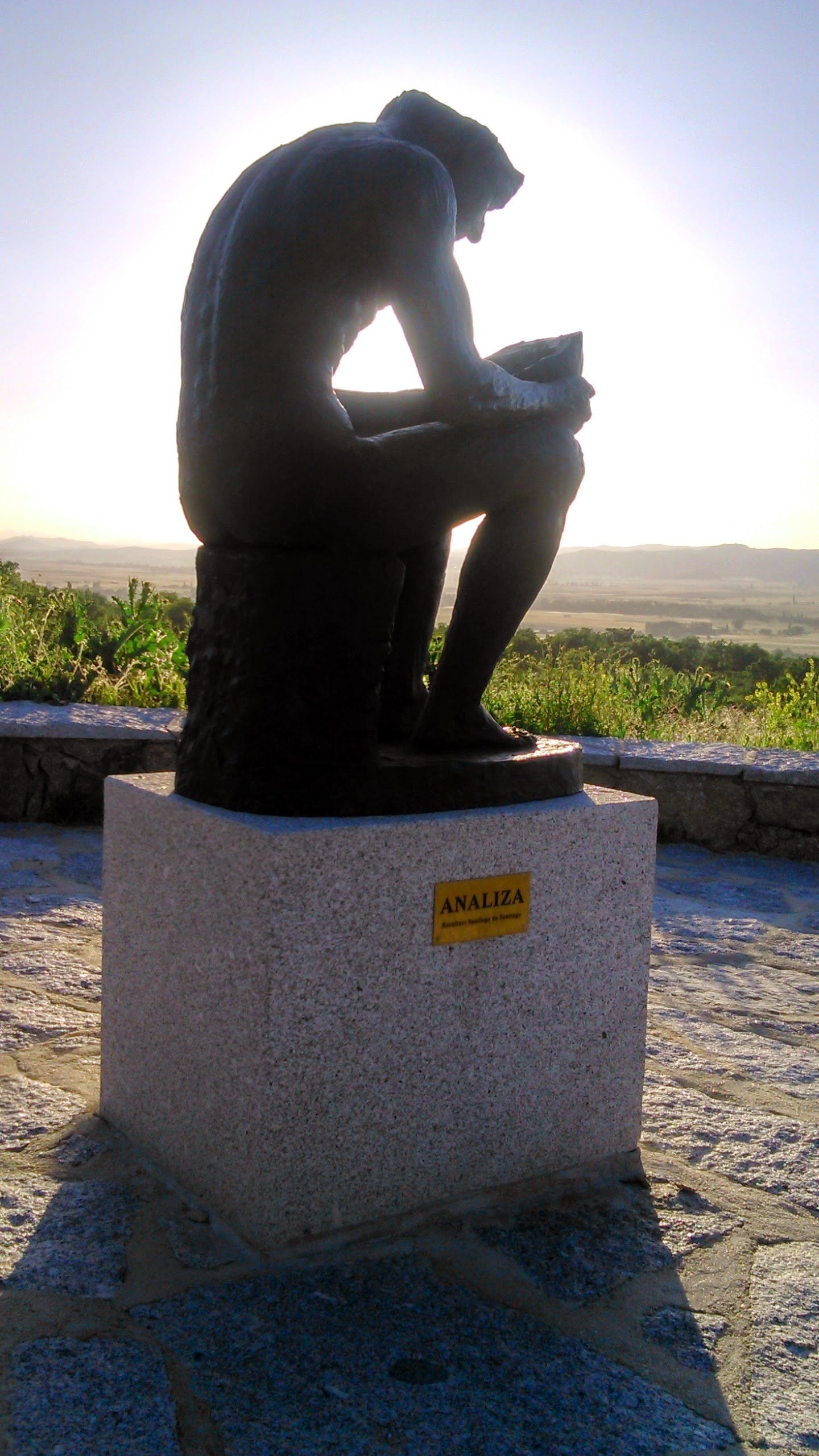
Escultura de Santiago de Santiago. Analiza (2013).

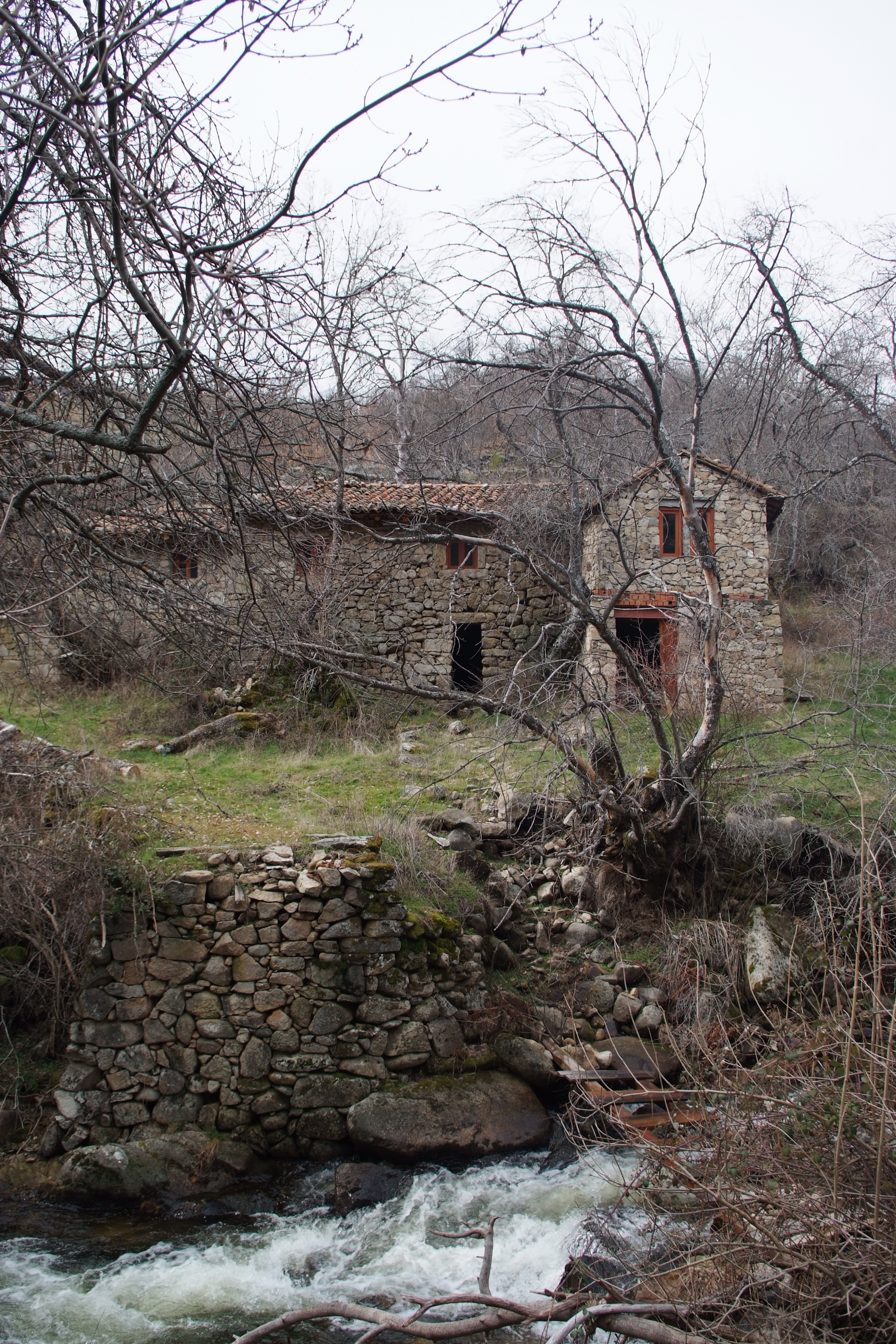
Molino en San Juan de Gredos.

Pedro de la Gasca, pacificador del Perú, nació en Navarregadilla en 1494.
Don Fernando Álvarez de Toledo, el Gran Duque de Alba, considerado por muchos como el mejor general de la época y uno de los más grandes de la historia, nació en Piedrahíta en el año 1507.
La comedia La aldehuela y el gran prior de Castilla atribuida a Lope de Vega se desarrolla en el cuadrante noroccidental de la sierra; en ella se narra la historia entre Fernando, hijo, no reconocido en principio, del Gran Duque de Alba, y su madre María, hija de un molinero de la localidad. Finalmente, el Gran Duque reconoce a su hijo y le nombra Gran Prior de Castilla. A continuación se muestra una estrofa de la obra:

DUQUE: 

Marcelo, si lo supiera

no anduviera loco ansí.

A ver esta fiesta vengo

por ver si en ella la veo;

que con esto a mi deseo

lo divierto y entretengo.

Entre la Aldehuela está

y Santiago del Collado

una ermita, y ha llegado

hoy su fiesta; aquí vendrá

lo mejor destas aldeas

y las mozas de más brío;

entre ellas verla confío.

(extraído de la JORNADA PRIMERA)

José Somoza, natural de Piedrahíta, fue un escritor y librepensador de la primera mitad del siglo XIX que fue perseguido y encarcelado por sus ideas liberales en varias ocasiones. En su obra describe con naturalidad la época que le tocó vivir.
Francisco de Goya inmortalizó parajes de esta sierra en algunas de sus obras, durante su estancia en el palacio que los Duques de Alba poseían en la localidad de Piedrahíta, acompañando a la duquesa Cayetana de Alba, con la que algunos relacionan afectivamente y que fue una de sus musas preferidas. Se cree que las obras La era, La vendimia e incluso La nevada reflejan paisajes de la zona. También hay quien estima que La maja desnuda fue pintada en el interior de dicho palacio y que el cuerpo mostrado es el de la propia Duquesa de Alba.
Aunque sin duda el que mejor refleja los paisajes de estas tierras en sus obras es el pintor albaceteño Benjamín Palencia desde su estudio situado en las eras de Villafranca de la Sierra.
El actual récord español absoluto de triple salto con una marca de 16,93 metros, conseguida en Ávila en julio de 1991, pertenece a Santiago Moreno, nacido en San Miguel de Corneja el 2 de febrero de 1964.
El exjugador de fútbol de la primera división española Juan Carlos Fernández Argenta nació en Villafranca de la Sierra el 24 de septiembre de 1962. Tras jugar en las categorías inferiores del Real Madrid y Atlético de Madrid, su carrera llegó a lo más alto en el Rayo Vallecano.
El insigne alpinista César Pérez de Tudela ha recorrido varias veces la cuerda de la sierra, recomendando su disfrute y reconociendo su buen estado de conservación.

## Bibliografía

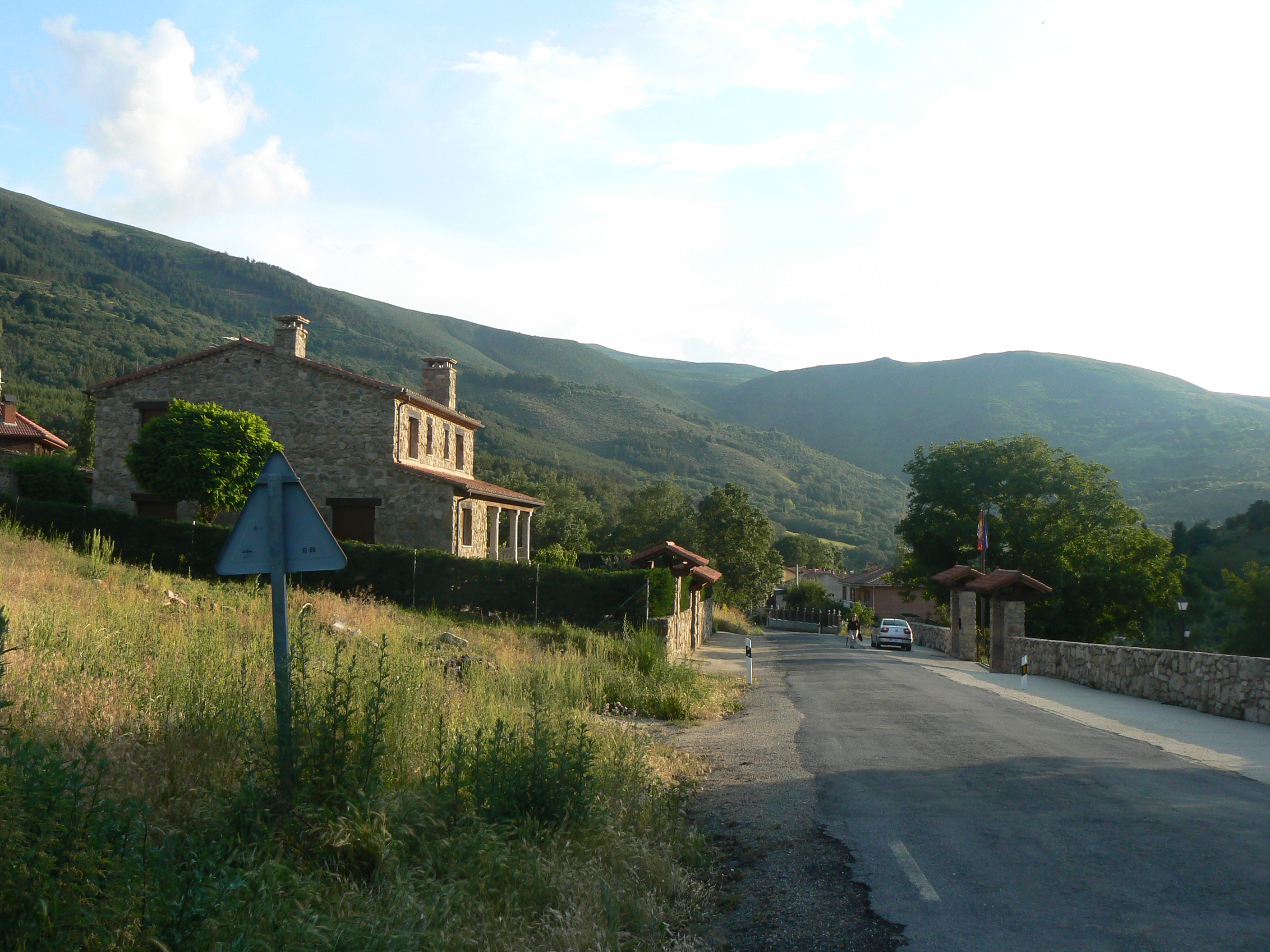
Vista de la sierra desde la salida de Navacepedilla de Corneja.